# Maria Charlotta Eberhardt
Maria Charlotta Eberhardt, född 25 augusti 1798, död 27 april 1869 Klara församling, Stockholm, var en svensk konstnär och kopist.
Hon var dotter till orgelbyggaren Johan Eberhardt och Catharina Margareta Holmström. Eberhardt var verksam som konstnär i Stockholm från 1830-talet. Hon medverkade i Konstakademiens utställningar. Hennes konst består av porträtt, miniatyrer samt kopior efter bibliska motiv. Prinsessan Eugenie skänkte 1861 till Follingbo kyrka hennes kopia av Herdarnas tillbedjan efter ett italienskt original. Eberhardt är representerad vid bland annat Nationalmuseum.